# مریستم
مریستم یا سرلاد (به انگلیسی: Meristem)، مجموعه یاخته‌های جنینی ساخته شده‌اند که تکثیرشان سریع است. چون تمایزیابی در مرحله طویل شدن یاخته رخ می‌دهد، یاخته‌های مریستمی همیشه به حالت مریستمی باقی می‌مانند و رشد نامحدود گیاهان آوندی (تراکئوفیت‌ها) را سبب می‌شوند؛ در مقابل می‌توان گفت که بریوفیت‌ها دارای رشد محدود هستند یا به عبارتی پس از چند ماه کلیه یاخته‌های مریستمی تمایز می‌یابند و رشد آن‌ها به‌طور کامل متوقف می‌شود. یاخته‌های مریستمی؛ کوچک، چند وجهی، با هسته بزرگ در مرکز می‌باشند، اکثراً بدون واکوئل یا با واکوئل ریز، و بدون هر گونه اختصاص بافتی می‌باشند. این یاخته‌ها دارای دیواره نخستین نازک و بدون دیواره پسین می‌باشند، پروتوپلاست دارند، بدون مواد ذخیره‌ای و کریستالی هستند، دارای میتوکندری به تعداد زیاد و دارای پلاست‌های تمایزنیافته می‌باشند.
از مهم‌ترین فاکتورهای مؤثر در تقسیم‌بندی یاخته‌های‌مریستمی، موقعیت و منشأ این یاخته‌ها می‌باشد.
یاخته‌ها در گیاه تنها در مریستم‌ها تقسیم می‌شوند.

## انواع مریستم
مریستم‌ها از لحاظ منشأ به مریستم‌های نخستین و پسین تقسیم می‌شوند.
مریستم نخستین: عبارت است از یاخته‌هایی که مستقیماً از تقسیم سلول‌های جنینی به وجود می‌آید. لپه‌ها از تقسیم سلول‌های نزدیک به پرومریستم ساقه به وجود می‌آیند همچنین یاخته‌های ریشه چه و ساقه چه فقط تا زمانیکه دانه جوانه می‌زند فعالند، که این فعالیت سبب خروج ریشه و ساقه از دانه می‌شود، از این مرحله به بعد یاخته‌های پرومریستمی فعال شده و باعث ادامه رشد ریشه و ساقه می‌شود.
مریستم اولیه یا نخستین موجب تشکیل بافت‌های اولیه شده و ساختمان گیاه را به وجود می‌آورد و سبب رشد طولی اندام‌ها می‌شود. مریستم نزدیک به نوک ریشه، مریستم نوک ساقه و مریستم موجود در میان گره برخی گیاهان جزء این گروه از مریستم‌ها می‌باشند. سلول‌های مریستم نخستین و پسین از نظر ساختمانی با یکدیگر تفاوت‌هایی دارند.
مریستم پسین: در بازدانگان و اکثر دولپه‌ای‌ها که دارای ساختمان پسین هستند وجود دارد. مریستم‌های پسین منشأ غیرجنینی داشته و اساساً در نتیجه پدیده تمایززدایی برخی یاخته‌ها ایجاد می‌شوند.
انواع مریستم‌های پسین
- مریستم چوب آبکش ( کامبیوم آوندی)
- مریستم چوب‌پنبه‌ساز (کامبیوم چوب‌پنبه)